# 비니 (레이싱 모델)
비니는 대한민국의 레이싱 모델이다.

## 경력

### 레이싱모델 경력
- 2012년 - 서울문화홍보원 홍보단원

## 수상
- 2016년 - 제2회 FGMM 퍼니걸즈 모터스포츠 & 모델어워즈 베스트 아이콘상
- 2012년 - 한류홍보미인대회 포토제닉상
- 2011년 - F1 코리아 그랑프리 그리드걸 선발대회 목포MBC상